# مايكل أوسلان
مايكل إي أوسلان (بالإنجليزية: Michael E. Uslan)‏ (من مواليد 2 يونيو 1951) هو منتج أمريكي لأفلام باتمان وكان أول مدرب يقوم بتدريس دورة معتمدة حول فلكلور الكتاب الهزلي.

## النشأة
ولد أوسلان في بايون، نيو جيرسي وكان جامعًا متحمسًا للكتب الهزلية منذ صغره، ويمتلك مجموعة تضمنت الإصدار الثاني من باتمان وأول فيلم كوميدي سوبرمان، من بين أمور أخرى. نشأ في أوشن تاونشيب، مقاطعة مونماوث، نيو جيرسي وتخرج من مدرسة أوشن تاونشيب الثانوية في عام 1969، وفي ذلك الوقت ملأت مجموعته مرآب منزله بـ 30 ألف كتاب هزلي. كان معجبًا بالظلام المتأصل في شخصية باتمان، فقد شعر بالفزع من التصوير الضعيف للشخصية في المسلسل التلفزيوني خلال الستينيات، والذي كان في ذروة شعبيته خلال سنوات مراهقة أوسلان. بينما كان لا يزال طالبًا جامعيًا وخريجًا في نفس الوقت في كلية القانون في جامعة إنديانا، في محاولة لاقتحام صناعة السينما عن طريق إرسال أكثر من 300 سيرة ذاتية (مطبوعة على آلة كاتبة).

## حياته الشخصية
كان أوسلان من سكان سيدار جروف، نيو جيرسي. وهو متزوج من نانسي أوسلان.